# Universidad Helmut-Schmidt
La Universidad Helmut-Schmidt (en alemán, Helmut-Schmidt-Universität/Universität der Bundeswehr Hamburg) es un centro de formación superior universitaria de las Fuerzas Armadas de Alemania con sede en Hamburgo. 
Fue fundada en 1973, siendo ministro federal de Defensa el socialdemócrata Helmut Schmidt. 
Es, junto con la Universidad Bundeswehr de Múnich, una de las dos universidades de la Bundeswehr para la enseñanza de los actuales y futuros oficiales.

## Facultades y cursos
En la Universidad Helmut Schmidt existe una estructura organizativa específica, además de la división entre las áreas de enseñanza y administración que es común a todas las universidades. Esto se debe a la doble función de HSU como un establecimiento educativo y una autoridad militar para los estudiantes.

## División académica
La división académica se encarga de la enseñanza y la investigación, para lo cual mantiene 4 facultades. El número de departamentos fue diseñado para permitir un estudio intensivo a través de la enseñanza en grupos pequeños, y para la investigación al mismo tiempo.
- Facultad de Ingeniería Eléctrica: 13 cátedras
- Ingeniería eléctrica
- Partes de ingeniería industrial
- Facultad de Ingeniería Mecánica: 7 departamentos, 19 cátedras.
- Ingeniería mecánica
- Ciencias Computacionales e Ingeniería
- Partes de ingeniería industrial
- Facultad de Humanidades y Ciencias Sociales: 9 departamentos, 27 cátedras.
- Estudios de educación
- Historia
- Facultad de Ciencias Económicas y Sociales: 19 departamentos, 40 cátedras.
- Administración de empresas
- Economía
- Ciencia política
- Partes de ingeniería industrial